# كاريل هاردمان
كاريل هاردمان (بالهولندية: Karel Hardeman)‏ هو مجدف هولندي، ولد في 29 يونيو 1914 في سورابايا في إندونيسيا، وتوفي في 5 أكتوبر 2010 في لاهاي في هولندا.

## وصلات خارجية
- كاريل هاردمان على موقع الاتحاد الدولي للتجديف (الإنجليزية)
- كاريل هاردمان على موقع أوليمبيديا (الإنجليزية)